# Ščučanskij rajon
Lo Ščučanskij rajon (in russo Щучанский район?) è un rajon dell'Oblast' di Kurgan, nel Bassopiano della Siberia occidentale.